# 笑顔ぱんち
笑顔ぱんち（すまいるぱんち）は、2016年12月にデビューした日本の6人組男性アイドルグループ。所属芸能事務所はマーク・プロダクション。略称はスマパン。キャッチコピーは「バラエティー系メンズ地下アイドル」。2023年8月4日に行われたワンマンライブにて解散した。

## メンバー
| 名前                       | 生年月日               | 加入日        | メンバーカラー |
| -------------------------- | ---------------------- | ------------- | -------------- |
| 岩井 勇矢 （いわいゆうや） | 1997年12月22日（27歳） | 初期メンバー  | ピンク         |
| 谷俊 （たにしゅん）        | 1993年11月6日（31歳）  | 初期メンバー  | 赤             |
| つかさ （つかさ）          | 1999年12月29日（25歳） | 2019年7月25日 | 青             |
| かなで （かなで）          | 1996年4月19日（28歳）  | 2019年7月25日 | 黄色           |
| 秋星 良 （あきほしりょう） | 1991年10月1日（33歳）  | 2019年9月9日  | 緑             |
| ヒロト （ひろと）          | 1998年1月8日（27歳）   | 2019年9月9日  | 白             |

## 作品

### シングル
| リリース日     | 曲名                                                                                    | 販売形態    |
| -------------- | --------------------------------------------------------------------------------------- | ----------- |
| 2016年12月22日 | your smile （ユアスマイル）                                                             | ライブ楽曲  |
| 2016年12月22日 | Destiny （デスティニー）                                                                | ライブ楽曲  |
| 2017年3月3日   | Ever lasting Love （エヴァーラスティングラブ）                                          | ライブ楽曲  |
| 2017年7月30日  | Love is ALL （ラブイズオール）                                                          | ライブ楽曲  |
| 2017年11月28日 | future dream （フューチャードリーム）                                                   | ライブ楽曲  |
| 2018年9月26日  | 大好きだから （だいすきだから） Frendly Fire （フレンドリーファイヤー）                 | 1stシングル |
| 2019年4月10日  | 丑三つ時シンパシー （うしみつどきしんぱしー） 青空トワイライト （あおぞらとらいらいと） | 2ndシングル |
| 2019年7月16日  | カミナリセンセーション （かみなりせんせーしょん）                                       | ライブ楽曲  |
| 2019年9月9日   | 太陽と入道雲 （たいようとにゅうどうぐも）                                               | ライブ楽曲  |

## 出演

### テレビ番組
- 日本テレビ『スッキリ!!』メンズ地下アイドル特集 メイン密着
- 千葉テレビ『えむえるっ』ゲスト出演
- テレビ東京『新Shock感』メンズ地下アイドル対決
- TBS『有吉ジャポン』アイドルにリアルに恋する”リアコ女子”
- AbemaTV『AbemaPrime』
- テレビ埼玉 『LIVE is LIFE』
- テレビ埼玉『BoysNEON TV』
- テレビ東京『じっくり聞いタロウ』
- テレビ神奈川『TiARY TV かまってちゃん』A-1グランプリ
- フジテレビ『アウト×デラックス』

### Web
- SPA! 『メンズアイドルに過酷すぎる世界』密着取材
- Minsala『給料明細公開&インタビュー』
- Lily-jay『Men's Collection』
- オリコンミュージック『新体制、生誕祭、ワンマンなどの告知』定期的に掲載中

## 書籍

### 雑誌連載
- Men's egg